# Bedža
Bedža (Beja; "Fuzzy Wuzzies" ) Beja su nomadska stočarska plemena naseljena u sjeveroistočnoj Africi između Nila i Crvenog mora, u Egiptu, Eritreji i Sudanu.  
Za Bedže se kažu da su potomci Noinog unuka Kuša, sina Hamovog, i klasificiraju se u Kušite. U ovom kraju naseljeni su već 4000 godina. Kroz sve to vrijeme miješali su se s arapskim plemenima, prihvaćajući islamsku vjeru. 
Bedže u Eritreji sastoje se od dva plemena : Ababda i Beni-Amer, rašireni su na nekih 50,000 četvornih kilometara u najsjevernijim krajevima zemlje. Tijekom sukoba Etiopije i Eritreje mnogi su migrirali u Sudan. Ovi Bedže stalno su sa svojim stadima goveda i deva u potrazi za boljim pašnjacima. Klima im je sup-tropska i pod jakim utjecajem suhog zraka i vrućine iz Sahare i Arapske pustinje. Kiše ima najviše na jugu Eritreje, oko 100 mm godišnje. Nomadski Bedže žive u šatorima, podižu ih i izrađuju naravno žene.  Crne su ili sive boje, tkani od kozje dlake. Mijeko deve i govedina, te nešto zelenila, glavna im je hrana. Tradicionalna je odjeća bila od životinjskih koža, danas je manufakturnog porijekla.
Bedže su podijeljeni po klanovima, imenuju se po precima, nasljeđe je po muškoj liniji. Svaki klan ima svoje pašnjake i pojilišta. Klan može imati između jedne i 12 obitelji.
Bedže su gostoljubivi ljudi, što iskazuju prema drugim klanovima, ali ne i nužno prema strancima. 
Poligamije ima, međutim dostupna je samo najbogatijim članovima. Nakon bračnog ugovora, mladenkina obitelj dobiva bogate darove u stoci i odjeći.

## Plemena
- Ababda,
- Amarar,
- Bisharin,
- Hadendoa,
- Beni-Amer Beja;  Beni-Amer Tigre, semitizirani.
- Babail Ukhra ("other tribes"; 'druga plemena').